# Mahmood
Alessandro Mahmoud, cunoscut ca Mahmood, (n. 12 septembrie 1992, Milano, Italia) este un cântăreț și compozitor italian din Milano. Acesta s-a clasat pe primul loc după ce a concurat în sezonul șase din versiunea italiană a show-ului The X Factor.

## Biografie
Născut pe 12 septembrie 1992 la Milano din părinți sardinieni și egipteni, Mahmood s-a clasat pe locul doi în finala Eurovision 2019, reprezentând Italia cu cântecul „Soldi” (Bani).
Acesta va reprezenta din nou Italia la Eurovision 2022, cu piesa „Brividi” (Fiori), în duet cu Blanco.